# 武曲
『武曲(むこく)』は、藤沢周による日本の小説。
このページではこの小説、およびこの小説を原作とした映画等について説明する。

## あらすじ
羽田融はヒップホップに夢中な北鎌倉学院高校二年生。矢田部研吾はアルコール依存症で失職、今は警備員をしながら同校剣道部のコーチを務める。友人に道場に引っ張られ、渋々竹刀を握った融の姿に、研吾は「殺人刀」の遣い手と懼れられた父・将造と同じ天性の剣士を見る。

## 書誌情報
- 単行本：2012年5月25日、文藝春秋、ISBN 978-4-16-790321-3
- 文庫本：2015年3月10日、文春文庫、ISBN 978-4-16-790321-3

## 映画
2017年6月3日に『武曲 MUKOKU』の題で公開。監督は熊切和嘉、脚本は高田亮、主演は綾野剛。配給はキノフィルムズ・木下グループ。

### あらすじ (映画)
剣道五段の矢田部研吾(綾野剛)は、ある出来事により酒に溺れ、警備員をしながら何とか暮らしていた。彼の母親はすでに他界し、以前は"殺人剣の使い手"として名をはせた父親も入院中で植物状態だった。ある日、研吾はラップに夢中の高校生・羽田融(村上虹郎)と出会い、彼の中に父と同様の剣士としての素質を見いだす。

### キャスト（映画）
- 矢田部 研吾 - 綾野剛
- 羽田 融 - 村上虹郎
- カズノ - 前田敦子
- 羽田  希美- 片岡礼子
- 矢田部 静子 - 神野三鈴
- 田所- 康すおん
- 大野 三津子 - 風吹ジュン
- 矢田部 将造 - 小林薫
- 光邑 雪峯- 柄本明

### スタッフ（映画）
- 原作 - 藤沢周『武曲』（文春文庫刊）
- 監督 - 熊切和嘉
- 脚本 - 高田亮
- 音楽 - 池永正二
- 制作統括 - 永田守
- エグゼクティブプロデューサー - 余田光隆
- 共同プロデューサー - 麻生英輔、吉岡宏城
- プロデューサー - 星野秀樹
- 協力プロデューサー - 江守徹、佐治幸宏
- ラインプロデューサー - 新野安行
- キャスティングディレクター - 元川益暢
- 音楽プロデューサー - 篠崎恵子
- 撮影 - 近藤龍人
- 照明 - 藤井勇
- 録音 - 小川武
- 美術 - 井上心平
- 編集 - 今井大介
- 装飾 - 山本裕
- 衣装 - 宮本茉莉
- ヘアメイク - 石邑麻由
- VFX - 菅原悦史
- 特殊メイク・特殊造形 - 小此木憲一郎
- 音響効果 - 中村佳央
- アクションコーディネーター - 辻井啓伺、高槻祐士
- 助監督 - 平野勝利
- 制作担当 - 熊谷悠
- 剣術指導・アシスタントプロデューサー - 中村憲刀
- アシスタントプロデューサー - 原田浩行
- メインタイトル題字 - 武田双雲
- 特別協力 - ひかりTV 4K
- 剣道具協力 - 東山堂
- 企画協力 - 文藝春秋
- 協賛 - 富士ホームサービス、エムエム建材、BAVIC
- 配給 - キノフィルムズ / 木下グループホールディングス
- 制作プロダクション - ツインズジャパン
- 製作 - 「武曲 MUKOKU」製作委員会（TCエンタテインメント、TBSサービス、巖本金属、TBSラジオ、木下グループホールディングス、ひかりTV、ツインズジャパン、ソニーPCL）

## 受賞歴
- 第41回日本アカデミー賞 優秀助演男優賞 - 村上虹郎[2]
- ジャパンアクションアワード2018 ベストアクション男優賞優秀賞 - 綾野剛[3][4]